# Аргонавты (моллюски)
Аргонавты (лат. Argonauta) — род осьминогов из семейства Argonautidae. Обитают в поверхностных водах Мирового океана в тропическом и субтропическом поясах. Питаются преимущественно другими пелагическими моллюсками. Представители обладают ярко выраженным половым диморфизмом. Длина тела самок достигает 10 см, самцы обычно значительно меньше. Осеменение сперматофорное: несущее пакеты со сперматозоидами щупальце (гектокотиль) отрывается от тела самца и самостоятельно мигрирует в мантийную полость самки. В отличие от других головоногих, способны к неоднократному размножению. Самки по ночам поднимаются к поверхности воды и пассивно дрейфуют, обычно прицепившись к плавающим предметам.

## Описание
Самки аргонавтов, в отличие от других современных осьминогов, обладают однокамерной известковой раковиной, которую выделяют специализированные лопасти на концах спинных рук. Это образование, таким образом, не гомологично раковинам других моллюсков, которые выделяются эпителием мантии. В связи с отсутствием жёсткого крепления между телом и раковиной моллюск вынужден удерживать её щупальцами. Рэфф и Кофмен предполагают, что раковина аргонавта возникла в результате гетеротопии: «Из какого источника могли возникнуть такие раковинные железы? Они могли возникнуть de novo, или, что более вероятно, у аргонавта произошла реактивация древней и давно подавленной морфогенетической программы дифференцировки раковинных желез. Вместо того чтобы развиваться в мантии, где они располагались у предковых форм, эти железы образуются на руках».
Раковины аргонавтов тонкостенные и довольно хрупкие (одно из названий — «бумажные кораблики»), у некоторых видов размером до 25—30 см. Они функционируют не в роли скелета (как у других моллюсков), а в качестве выводковой камеры, в которую самка откладывает яйца (десятки тысяч). Самцы лишены раковины. Некрупные самцы в некоторых случаях селятся в раковинах самок.
Другая функция раковины — регуляция плавучести. Поднимаясь к поверхности воды, самки аргонавтов захватывают раковиной определённый объём воздуха, запирают его с помощью рук и погружаются на глубину. Активная регуляция сжатия газа позволяет моллюскам достигать нулевой плавучести на различных глубинах и, возможно, компенсировать значительное увеличение веса зародышей, развивающихся в раковине в период размножения.
Руки с двумя рядами присосок. Замыкающий хрящ воронки в середине глубоко вдавлен. Орган воронки образован из одной Л-образной дорзальной и двух удлиненных вентральных долей. Гектокотилизирована третья левая рука.
Яйца очень мелкие и многочисленные, вынашиваются во вторичной раковине.

## Таксономия
В роде насчитывают несколько ископаемых и до 8 современных видов:
- Argonauta argo Linnaeus, 1758typus — Тропическо-субтропический космополитический вид, встречающийся в мировом океане приблизительно до 35—43° с. ш. и ю. ш., также населяет Мексиканский залив, Карибское и Средиземное моря. Преимущественно дальненеритический (или нерито-океанический) вид.
- Argonauta bottgeri
- Argonauta cornuta Conrad, 1854 — видовой статус оспаривается[8];
- Argonauta cygnus Monterosato
- Argonauta hians Solander in Dillwyn, 1817
- Argonauta nodosa — Тропическая и южносубтропическая Индо-Вестпацифика от Красного моря и южной Японии до южной Африки, Тасмании и Новой Зеландии, на восток до Полинезии, с сомнением у Чили. Преимущественно дальне-неритический (или нерито-океанический) вид.
- Argonauta nouryi Lorois, 1852 — видовой статус оспаривается[8]
- Argonauta pacifica Dall, 1871 — видовой статус оспаривается[8]

- † Argonauta absyrtus
- † Argonauta itoigawai
- † Argonauta joanneus
- † Argonauta tokunagai

### Синонимы
В качестве синонимов родового названия Argonauta рассматривают Argonautarius Dumeril, 1806, Todarus nom. nud. Rafinesque, 1815, Todarus Rafinesque, 1840, Trichocephalus Chiaje, 1827

## Галерея

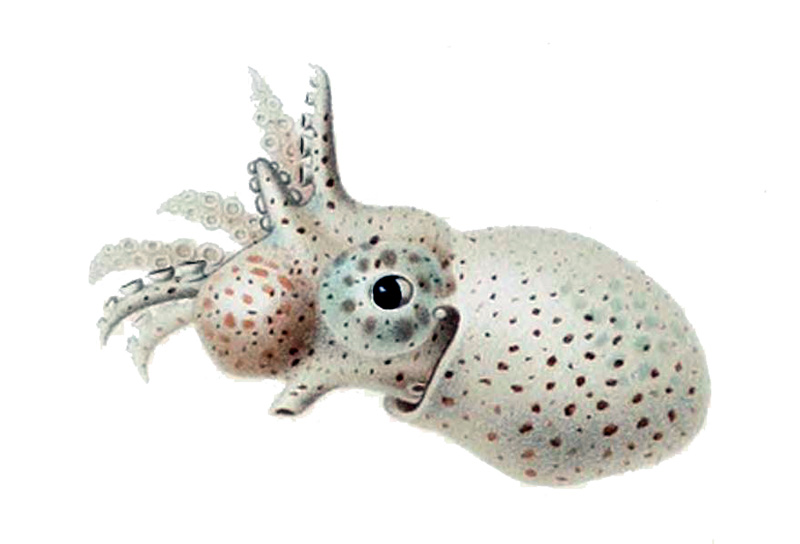
Самец Argonauta hians
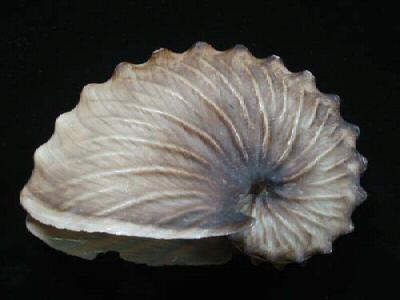
Раковина самки A. hians
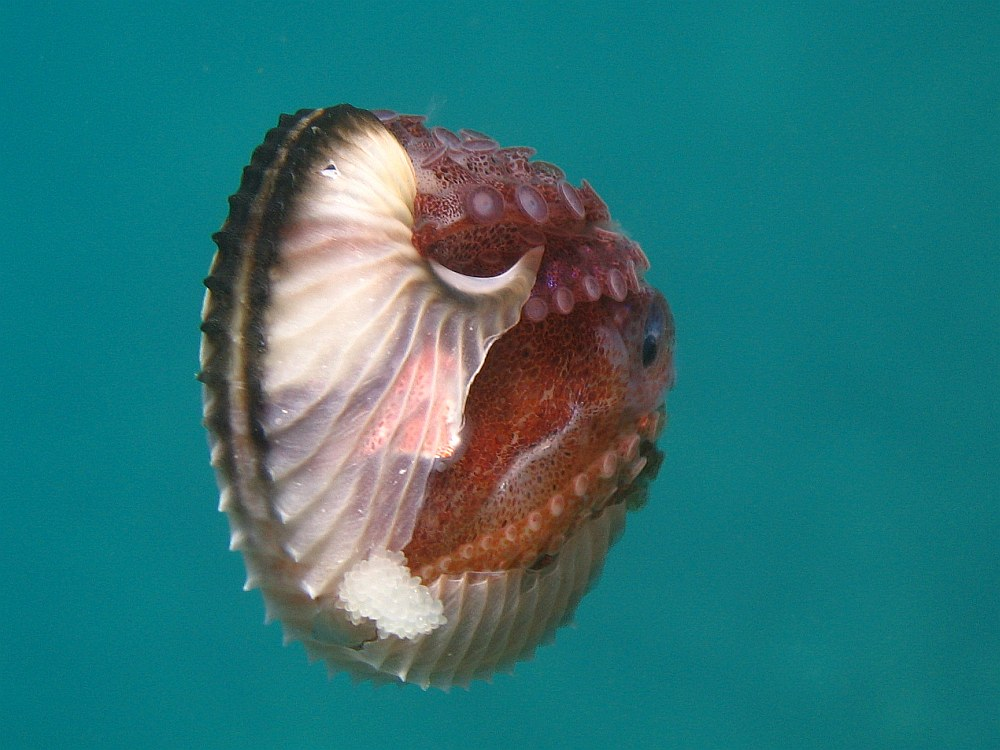
Самка Argonauta argo
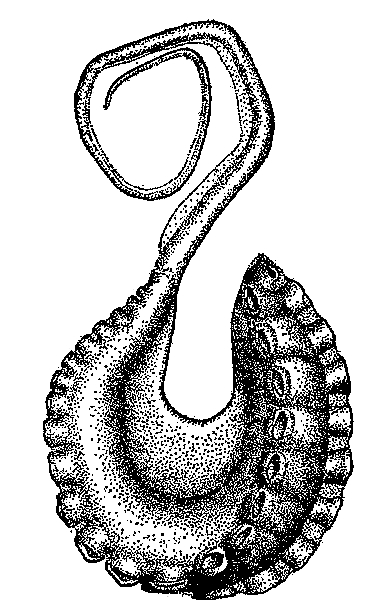
Гектокотиль Argonauta bottgeri